# 疣麻蝇属
疣麻蝇属（学名：Tuberomembrana）为麻蝇科的一个属。

## 下属物种
本属包括以下物种：
- 西藏疣麻蝇 Tuberomembrana xizangensis Fan, 1981